# Take My Scars
"Take My Scars" è una canzone del gruppo musicale statunitense Machine Head.
Proviene dalla lista tracce del loro secondo album in studio The More Things Change..., e fu pubblicata come singolo il 24 novembre 1997.  Il brano è presente anche nell'album dal vivo del gruppo Hellalive.
"Take My Scars" fa parte anche della colonna sonora del film Faust (2001).

## Tracce

### Versione digipack
1. "Take My Scars" – 4:21
2. "Negative Creep" (Nirvana cover) – 2:40
3. "Ten Ton Hammer" (Demo version) – 5:01
4. "Struck a Nerve" (Demo version) – 3:35

### Versione slimcase
1. "Take My Scars" – 4:21
2. "Negative Creep" (Nirvana cover) – 2:40
3. "Take My Scars" (Live) – 4:24
4. "Blood for Blood" (Live) – 3:55

### Edizione pubblicata in Giappone
1. "Take My Scars" – 5:24
2. "Negative Creep" (Nirvana Cover) – 2:40
3. "Ten Ton Hammer" (Demo version) – 4:55
4. "Struck a Nerve" (Demo version) – 3:35
5. "Take My Scars" (Live) – 4:26
6. "Struck a Nerve" (Live) – 4:10
7. "A Thousand Lies" (Live) – 7:14
8. "Blood for Blood" (Live) – 4:14
9. "Violate" (Live) – 7:31

## Classifiche (1997)
- Scozia (OCC), posizione massima 66[1]
- Regno Unito (OCC), posizione massima 73[2]
- UK Rock and Metal (OCC), posizione massima 2[3]